# Hőnig Vilmos
Hőnig Vilmos (Szeged, 1913. április 23. – Budapest, 1988. január 3.) orvos, traumatológus, az orvostudományok kandidátusa (1963).

## Élete
Hőnig Artúr fakereskedő és Friedman Eszter fia. Szülei egyéves korában elváltak, s ezt követően édesanyja nevelte fel. Középiskolai tanulmányait a szegedi Piarista Gimnáziumban végezte, ahol 1931-ben érettségi vizsgát tett, majd beiratkozott a szegedi Ferenc József Tudományegyetemre. 1938-ban szerzett általános orvosi oklevelet. 1938–1939-ben a szegedi Honvédkórház, 1940 és 1944 között a szegedi Közkórház alorvosa volt. A második világháború utolsó két évében a Szentesi Megyei Kórház Sebészeti Osztályán munkaszolgálatos orvosként dolgozott. 1945-ben a Hódmezővásárhelyi Városi Kórház Sebészeti Osztályának osztályvezetője alorvosa lett, s ugyanebben az évben általános sebészi oklevelet szerzett. 1945–1949 között a Szegedi Tudományegyetem Sebészeti Klinika egyetemi tanársegédje, 1946 és 1950 között szintén Szegeden SZTK-főorvos és sebészeti rendelővezető főorvos volt. 1950–1953-ban a Szegedi Honvédkórház Sebészeti Osztályának osztályvezető főorvosa volt, majd 1953–1955-ben a Debreceni Honvédkórház Sebészeti Osztályának osztályvezető főorvosaként működött alezredesi rangban. 1955-től 1969-ig az Országos Traumatológiai Intézet igazgatóhelyettese volt, s 1959-ben baleseti sebész szakorvosi vizsgát tett. Általános, valamint baleseti sebészettel, plasztikai sebészettel és érsebészettel foglalkozott. Alapvetően új eredményeket ért el a magyarországi traumatológiai ellátás megszervezése, az egészségügyi szervezés tudományos színvonalon való művelése terén. További kutatási területe: ér- és csontsérülések műtéti megoldásai; hasi sérülések, lőtt sebek traumatológiai ellátása. A Magyar Traumatológia, Orthopaedia és Helyreállító Sebészet című szakfolyóirat alapító felelős szerkesztője volt. Tagja volt a Hazafias Népfront Országos Tanácsának. 1976-ban a Német Baleseti Társaság, két évvel később az Osztrák Baleseti Sebészeti Társaság is levelező tagjává választotta.
Felesége Beck Magdolna volt, az Országos Traumatológiai Intézet adminisztrátora.
Temetése a Farkasréti izraelita temetőben volt, ahol dr. Singer Ödön főrabbi búcsúztatta.

## Főbb művei
- A pseudoarthrosisról általában, különös tekintettel a defect-pseudoarthrosis egy új műtéti megoldására (A Szegedi Sebészeti Klinika Évkönyve, 1945)
- Háborús sérülés következtében létrejött defect-pseudoarthrosis új műtéti megoldása. – Túlterheléses törések. (Honvédorvos, 1950)
- Szívsérülést utánzó áthatoló mellkasi lövés. – Patkóvese jobboldali hydronephrosissal. – A korszerű műtőépítésről. (Honvédorvos, 1951)
- Szívhangjelző készülék műtők számára. – A strumakérdés sebészeti vonatkozásai. (Honvédorvos, 1952)
- Fixált artériák transzplantálása (Katonaorvosi Szemle, 1954)
- Tapasztalataink a plasztikai és a rekonstrukciós sebészet köréből (A DOTE Évkönyve, 1954/55)
- A Krukenberg-műtét jogosultságáról. – Érsérülések kezelése. (Katonaorvosi Szemle, 1955)
- Újszülöttkori vékonybél atresia. Buda Károllyal. (Orvosi Hetilap, 1955. 13.)
- Hasi sérülések. – Szervezési kérdések. – A szívsérülésekről. (Traumatológia. Egyetemi jegyzet, Budapest, 1957)
- Tapasztalatok tömeges lőtt sérülések kapcsán az Országos Traumatológiai Intézetben (Honvédorvos, 1958)
- A shock korszerű szemlélete a traumatológiában. Fekete Györggyel. (Orvosi Hetilap, 1958. 52.)
- Hasi sérülések 16 év anyaga alapján. Többekkel. (Traumatológiai és Orthopaediai Közlemények, 1959)
- The Organization of Traumatology in Hungary (Acta Chirurgica, 1960)
- A pectus excavatum műtéti kezelése. Többekkel. (Orvosi Hetilap, 1960. 31.)
- A magyarországi baleseti sebészet helyzete és szervezése. Borók Lászlóval. (Magyar Traumatológia, 1961)
- A traumatológia szervezése Magyarországon. Kandidátusi értekezés. (Budapest, 1962)
- A traumás shock diagnosztikájának és terápiájának időszerű kérdései. A Magyar Traumatológus Társaság Szimpóziumja. Budapest, 1969. november 14–15. Előadások. Szerk. Szántó Györggyel, Székely Ottóval. (Budapest, 1974, angolul: Budapest, 1973)
- A traumatológiai rehabilitáció helyzete és feladatai. Egyed Bélával, Kazár Györggyel. (Népegészségügy, 1974)
- Útmutató sebészeti és traumatológiai betegek ellátásához üzemorvosok részére. Összeáll. (Az Orvostovábbképző Intézet jegyzetei. Budapest, 1977)
- Munkaegészségtan, üzemegészségtan. Tanulmányok. Többekkel. (Budapest, 1981).

## Díjai, elismerései
- Kiváló orvos (1961)[6]
- Munka Érdemrend arany fokozata (1978)[7]
- Magyar Traumatológus Társaság Emlékérme (1983)
- Lorenz Böhler-medál (1985)[8]
- Vas Imre emlékérem (1987)